# E. R. Dodds
Eric Robertson Dodds (Banbridge, Condado de Down, 1893 – Oxford, 1979), foi um filólogo clássico irlandês, antropólogo e erudito grego.

## Biografia
Eric Dodds nasceu em Banbridge, County Down, filho de pais professores: seu pai, Robert, veio de uma família presbiteriana e morreu de álcool quando Eric tinha sete anos; sua mãe Anne era de ascendência anglo - irlandesa. Aos 10 anos, mudou-se com sua mãe para Dublin e recebeu sua educação no St. Andrew's College, onde lecionou, e no Campbell College, em Belfast. Mais tarde, ele foi expulso do instituto por "insolência vulgar, afetada e persistente".
Em 1912 ganhou uma bolsa de estudos no University College da Universidade de Oxford, onde estudou a Literae Humaniores e conseguiu estabelecer relações com Aldous Huxley e T. S. Eliot.
No verão de 1914, ele estava na Alemanha e retornou bem a tempo, antes do início da guerra. Por algum tempo, ele serviu como voluntário em um hospital militar na Sérvia, depois retornou a Oxford para exames. Ele veio se formar, apesar de um afastamento temporário da universidade, por sua participação na Revolta da Páscoa.
Após a formatura, Dodds retornou a Dublin, onde conheceu W. B. Yeats. Em 1919 foi nomeado professor da Universidade de Reading, onde conheceu e casou-se com A. E. Powell, professora de inglês. De 1924 a 1936, ele ensinou grego na Universidade de Birmingham e supervisionou a tradução de Louis MacNeice de Agamenon de Ésquilo (1936), tornando-se mais tarde seu executor literário. Nesse período, também trabalhou em sua própria produção poética, publicando Trinta e dois poemas, com Nota sobre poesia não profissional (1929).
Em 1936 tornou-se Professor Regius de grego na Universidade de Oxford, cargo escolhido diretamente pela Coroa, anteriormente ocupado por Gilbert Murray, que favoreceu sua entrada recomendando-o ao primeiro-ministro Stanley Baldwin. Sua falta de serviço na Primeira Guerra Mundial, sua evidente proximidade com as posições de independência da República da Irlanda e com o socialismo, bem como seu incomum campo de pesquisa o fizeram parecer mal, inicialmente, para seus colegas, especialmente Denys Page e Maurice Bowra.
Ao longo de sua vida, Dodds cultivou interesses em misticismo, metapsíquica e fenômenos paranormais, até se tornar presidente da Society for Psychical Research em 1961.
Ele morreu em 1979 em Old Marston, perto de Oxford.

## Pesquisas
Em seus estudos pioneiros sobre o pensamento filosófico grego (em particular sobre o neoplatonismo) e sobre a espiritualidade antiga, Dodds utilizou métodos oriundos do campo da antropologia e da psicanálise, segundo uma abordagem conceitual congenial à tradição científica anglo-saxônica no campo da estudos clássicos.
Ainda permanece fundamental Os gregos e o irracional de 1951, traduzido para várias línguas, no qual são elaboradas algumas categorias hermenêuticas ainda utilizadas, como, por exemplo, cultura da vergonha (guilt culture), cultura da culpa (shame culture) e medo da liberdade (fear of freedom). Importantes também são The Ancient Concept of Progress and other Essays on Greek Literature and Belief de 1973, bem como o ensaio sobre a experiência religiosa no mundo antigo tardio, Pagan and Christian in an Age of Anxiety, de1965 (traduzido pela primeira vez para o italiano em 1970), que marca o retorno de Dodds aos seus estudos sobre o irracionalismo.
Sua atividade filológica está concentrada nas edições críticas de Oxford dos Elementos de Teologia de Proclo, Górgias de Platão e Bacantes de Eurípides.
Ele também publicou uma autobiografia, Missing Persons, ganhando o Prêmio Duff Cooper em 1977

### Livros
- Select Passages Illustrative of Neoplatonism (Londres: S. P. C. K., 1924) (Texts for Students, 36)[3]
- Thirty-Two Poems: With a Note On Unprofessional Poetry (Londres: Constable, 1929)
- Humanism and Technique in Greek Studies: A Lecture (Oxford: Clarendon Press, 1936)
- Minds in the Making (Londres: Macmillan & Co., 1941) (Macmillan War Pamphlets, 14)
- The Greeks and the Irrational (Berkeley: University of California Press, 1951) (Sather Classical Lectures, 25)
- Plato, Gorgias, com "texto revisado com introdução e comentários, por E. R. Dodds". (Oxford: Clarendon Press, 1959)
- Euripides, Bacchae, 2a, ed., "editado com introdução e comentários, por E. R. Dodds". (Oxford: Clarendon Press, 1960)
- Morals and Politics in the Oresteia (Cambridge: Cambridge Philological Society, 1960)
- Classical Teaching in an Altered Climate (Londres: John Murray, 1964)
- Pagan and Christian in an Age of Anxiety (Cambridge University Press, 1965) (The Wiles Lectures[4] Given At The Queen's University, Belfast, 1963)
- Proclus, The Elements of Theology, "um texto revisado com tradução, por E. R. Dodds". (Oxford: Clarendon Press, 1964)

- The Ancient Concept of Progress and Other Essays on Greek Literature and Belief (Oxford: Clarendon Press, 1973)
- Missing Persons: An Autobiography (Oxford: Clarendon Press, 1977)

### Artigos
- "Why I Do Not Believe in Survival" (Londres: Society for Psychical Research, 1934) (Procedimentos da Sociedade de Pesquisa Psíquica, parte 135, pp. 147-172)
- "Maenadism in the Bacchae". Harvard Theological Review, 1940, 33, 115-76
- "Three notes on the Medea" (Humanitas, 1952, 4, 13-18)
- "Gilbert Murray" (Gnomon, 1957, 29, 476-9)
- "On misunderstanding the Oedipus Rex" (Greece and Rome, 1966, 13, 37-49)
- "Supernormal Phenomena in Classical Antiquity" (Londres: Society for Psychical Research, 1971) (Procedimentos da Sociedade de Pesquisa Psíquica, vol. 55, p. 203)

### Outros
- "Memoir", in Dodds, E. R., ed., Journals and Letters of Stephen MacKenna, Londres: Constable & Company Ltd., 1936 (Cartas de outras pessoas), pp. 1–89.